# Otus mindorensis
El autillo de Mindoro (Otus mindorensis) es una especie de ave estrigiforme de la familia Strigidae endémica de Mindoro, Filipinas. No se reconocen subespecies.